# FK Panerys
FK Panerys was een Litouwse voetbalclub uit de hoofdstad Vilnius.
De club was medeoprichter van de Litouwse hoogste klasse na de onafhankelijkheid van het land in 1991. Na een achtste plaats werd de club vicekampioen in 1991/92 achter Zalgiris Vilnius. De volgende vier seizoenen eindigde de club nog in de top 5. Tijdens het seizoen 1998/99 trok de club zich na zes wedstrijden terug uit de competitie. Alle wedstrijden werden geannuleerd.

## Panerys in Europa
Groep = groepsfase, T/U = Thuis/Uit, W = Wedstrijd, PUC = punten UEFA coëfficiënten .
Uitslagen vanuit gezichtspunt FK Panerys Vilnius
| Seizoen | Competitie    | Ronde         | Land                 | Club                | Totaalscore | 1e W    |
| ------- | ------------- | ------------- | -------------------- | ------------------- | ----------- | ------- |
| 1995    | Intertoto Cup | Groep 12      | Vlag van Oostenrijk  | SK Vorwärts Steyr   | 1-1         | 1-1 (T) |
|         |               | Groep 12      | Vlag van Bulgarije   | Spartak Plovdiv     | 0-3         | 0-3 (U) |
|         |               | Groep 12      | Vlag van Duitsland   | Eintracht Frankfurt | 0-4         | 0-4 (T) |
|         |               | Groep 12 (5e) | Vlag van Griekenland | Iraklis Saloniki    | 1-3         | 1-3 (U) |

Zie ook Deelnemers UEFA-toernooien Litouwen